# زندان مرکزی راولپندی
زندان مرکزی راولپندی که از آن به عنوان ادیاله هم یاد می‌شود یک زندان مشهور در پاکستان است؛ و حدود ۴ هزار و ۵۰۰ نفر به جرم ارتکاب جرایم مختلف از جمله قتل و ترور زندانی اند.